# Dajana Cahill
Dajana Cahill (* 4. August 1989 in Brisbane, Queensland) ist eine australische Schauspielerin. Bekannt wurde sie durch die Fernsehserie Meine peinlichen Eltern, wo sie die ältere Schwester von Taylor Fry, gespielt von Marny Kennedy, darstellt. Außerdem spielt sie noch in der Fernsehserie Sea Patrol als Carly Walsman und in H2O – Plötzlich Meerjungfrau als Cindy mit.

## Filmografie
- 2006–2007: Meine peinlichen Eltern (Mortified) (Fernsehserie, 26 Episoden)
- 2008: H2O – Plötzlich Meerjungfrau (H2O: Just Add Water) (Fernsehserie, Episode 2x22)
- 2008: Sea Patrol (Fernsehserie, 4 Episoden)
- 2017–2019: Nachbarn (Neighbours, Fernsehserie, 3 Episoden)